# John Barrowman (album)
John Barrowman è un album in studio dell'attore e cantante britannico-statunitense John Barrowman, pubblicato nel 2010.

## Tracce
1. When I Get My Name In Lights – 2:16 (Peter Allen)
2. One Night Only – 3:24 (Tom Eyen, Henry Krieger)
3. Copacabana – 3:13 (Barry Manilow)
4. I Won't Send Roses – 3:24 (Jerry Herman)
5. Memory – 5:21 (Andrew Lloyd Webber)
6. The Kid Inside – 3:38 (Craig Carnelia)
7. My Eyes Adored You – 3:05 (Bob Crewe)
8. Don't Cry Out Loud – 4:00 (Peter Allen)
9. So Close (duet with Jodie Prenger) – 3:43 (Stephen Schwartz, Alan Menken)
10. Unusual Way – 4:14 (Maury Yeston)
11. You'll Never Walk Alone – 3:36 (Oscar Hammerstein II, Richard Rodgers)
12. The Winner Takes It All – 4:57 (Benny Andersson, Björn Ulvaeus)
13. Oh, What a Night – 2:53 (Bob Gaudio)
14. The Doctor and I (exclusive iTunes bonus track) (reworking of "The Wizard and I")) – 4:06 (Stephen Schwartz, John Barrowman)